# Vickers T-15
Il Vickers T-15, denominazione ufficiale Char Léger de Reconnaissance Vickers-Carden-Loyd Modéle 1934 T.15, era un carro armato leggero da 4 tonnellate dell'esercito belga. Venne prodotto dalla Vickers-Armstrongs nel Regno Unito sulla base del Light Tank Mark III e equipaggiato con armamenti belgi dalla Fonderie Royale de Canons (FRC) di Herstal. Entrò in servizio nel 1935 e venne impiegato dall'esercito durante l'invasione tedesca del Belgio nel maggio 1940. L'armamento principale era costituito dalla mitragliera Hotchkiss Mle 1929 in calibro 13,2 mm. Inteso come rimpiazzo del venerabile ma obsoleto Renault FT, venne prodotto in soli 42 esemplari.

## Storia
Sin dalla prima guerra mondiale, l'esercito belga utilizzava i carri di progettazione francese Renault FT, armati con una mitragliatrice o con il piccolo cannone a bassa velocità Puteaux SA 18 da 37 mm. Nei primi anni trenta il carro era ancora in servizio nei reggimenti di cavalleria belgi, ma la sua crescente obsolescenza imponeva la sostituzione degli ultimi 75 esemplari ancora in servizio. Tra i progetti di carri francesi ed inglesi (tradizionali alleati fin dalla Grande Guerra), l'esercito belga aveva già esperienza con i tankette Vickers Carden-Loyd (nella versione cacciacarri SA FRC 47 mm) e si interessò quindi ad altri progetti dell'azienda inglese. Vennero considerati anche carri di produzione o di origine francese, con l'acquisizione del Renault AMC 35 nel 1935.
Uno dei progetti inglesi presi in considerazione fu il famoso Vickers 6-Ton. Sulla scorta dell'esperienza polacca, che aveva dimostrato la tendenza al surriscaldamento del motore da 80 hp raffreddato ad aria, l'esercito belga richiese un prototipo con motore Rolls-Royce raffreddato ad acqua, che per ragioni di spazio dovette essere riposizionato sul lato sinistro del carro, costringendo i progettisti a spostare indietro e a destra la torretta. Questa versione, designata Mark F, venne esportata in altri paesi ma non venne infine prescelta dai belgi. Non si sa se la scelta fu dovuta vincoli progettuali o a problemi finanziari, ma è stato anche osservato che il governo belga era esitante nell'acquisto di carri armati, considerati un'arma offensiva: il vicino tedesco non andava provocato e la posizione ufficiale di Bruxelles nel teatro europeo era improntata alla neutralità. Probabilmente la dottrina di neutralità ebbe il suo peso nella decisione di optare per un veicolo più leggero. Di fatto, le definizioni "corazzata", "blindata" o "meccanizzata" non venivano mai utilizzate nelle designazioni ufficiali delle unità, preferendo la classificazione storica di "cavalleria".
Infine venne scelto un altro prodotto della Vickers, il 4-Ton Light Tank Mark III, il cui prototipo era stato presentato al British Army senza poi entrare in produzione di serie per quest'ultimo.
I belgi erano soddisfatti dalla struttura generale del prototipo Mk III, ma chiesero alla Vickers una diversa torretta conica monoposto, con scudo frontale fuso e saldato e retro rivettato. Le armi proposte dall'azienda, la mitragliatrice Vickers da .303 (7,62 mm) o Vickers .50 da 12,7 mm, vennero entrambe rifiutate, preferendo ad esse la più pesante mitragliera francese Hotchkiss Mle 1929 in calibro 12,7 mm. La FRC si occupò dell'integrazione dell'arma in una nuova torretta, che sviluppò anche l'installazione antiaerea per la Fabrique Nationale de Herstal M1918 Browning Automatic Rifle, che non era dotazione standard ma venne montata su parte degli T-15.
A causa delle ristrettezze di bilancio dei primi anni trenta, dovute agli effetti della grande depressione, l'acquisizione del carro venne divisa in due lotti: le prime 18 unità furono ordinate il 10 marzo 1934 e consegnate in due gruppi di nove il 15 ed il 22 febbraio 1935. Il secondo lotto di 24 unità venne ordinato il 16 aprile 1935 e consegnato tra il 15 novembre ed il 28 dicembre dello stesso anno.

## Tecnica

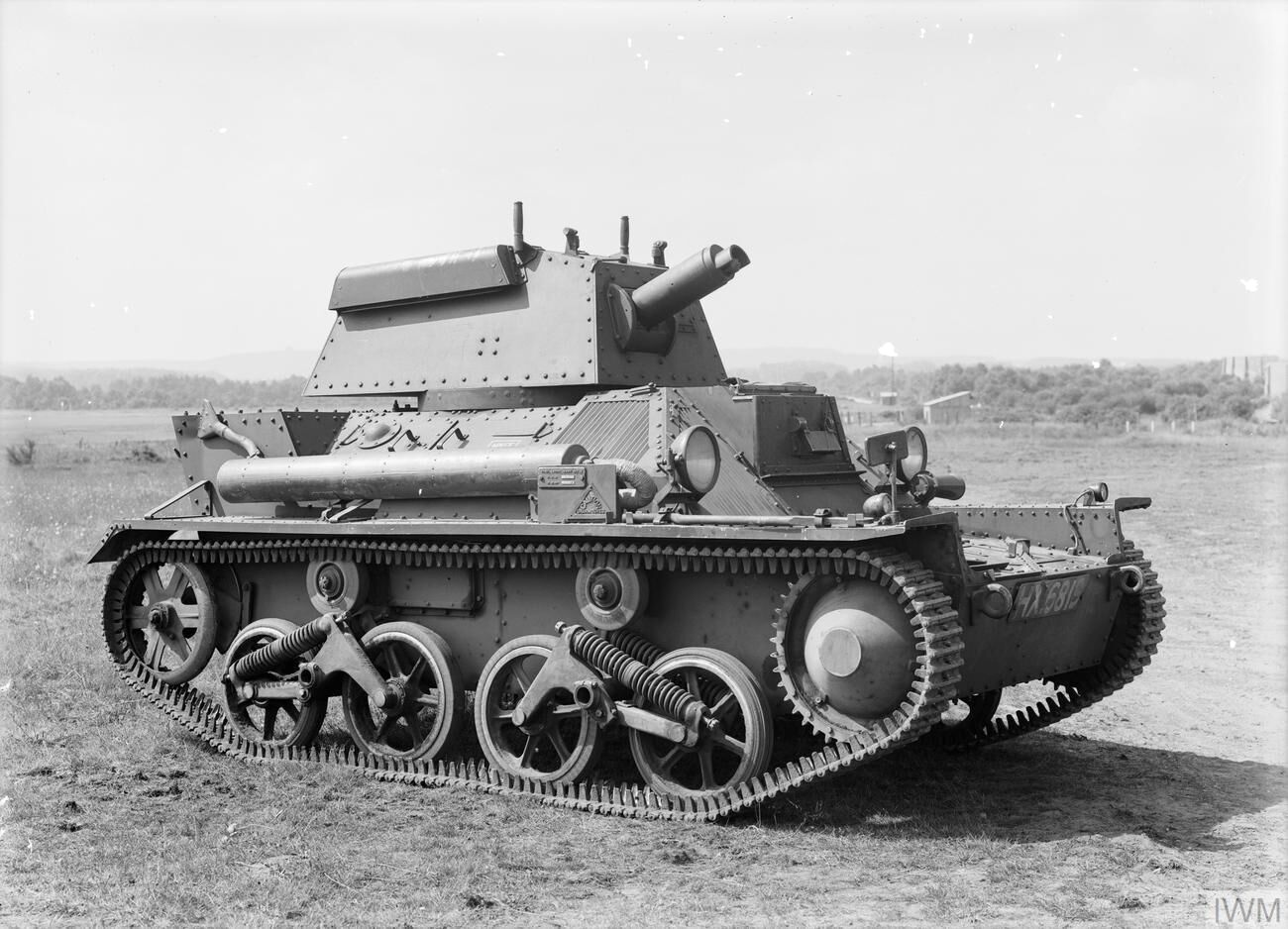
Il prototipo Vickers 5-Ton Mk III sul quale era basato il T-15.

Il progetto del T-15 era ovviamente simile al prototipo del Mark III. Le sospensioni erano del tipo Horstmann a molla elicoidale, con carrelli su due ruote cerchiate in gomma. Questo sistema, progettato da Sidney Horstmann ed utilizzato solo su veicoli leggeri, era impiegato anche sul Vickers Mk VI del British Army. Oltre ad essere relativamente facili da produrre, compatte e leggere, queste sospensioni avevano il vantaggio di una lunga durata e di una facile manutenzione sul campo. Il treno di rotolamento era costituito dalla ruota motrice anteriore, dalla ruota folle posteriore, due carrelli ognuno con due ruote portanti e due rulli reggicingolo. Il motore era un Meadows esacilindrico a benzina, erogante 88 hp, con cambio a 3 marce con preselettore. La sterzata era comandata da una combinazione di frizioni di sterzo e freni indipendenti per ridurre il raggio. Il brandeggio della torretta era azionato elettricamente I T-15 non erano equipaggiati con una radio..
La corazzatura della versione belga del T-15 era considerevolmente inferiore a quella del progetto originale Mark III: le piastre di acciaio, invece di 12-14 mm, erano spesse solo 7-9 mm. Questo significa che l'equipaggio del carro era protetto completamente solo da esplosioni indirette e schegge di granata e, ragionevolmente, contro le pallottole di armi da fuoco portatili (se non a bruciapelo perpendicolari alla corazza), ma non dai colpi di armi controcarro leggere, come il proiettile da .50 BMG, quello da 14,3 mm del fucile anticarro Boys, il 13,2 mm TuF tedesco o addirittura il 13,2 mm Hotchkiss. Quindi, anche per gli standard europei del tempo, il carro si poteva considerare non corazzato. In compenso, a parte il politicamente corretto, il mezzo aveva un'eccellente mobilità: con un peso di sole 3,8 t ed una potenza di 88 hp, il T-15 raggiungeva la ragguardevole velocità massima di 64 km/h, che ben si prestava alle tattiche di cavalleria. Tale caratteristica indirettamente ne favoriva la protezione.
L'armamento primario del carro era costituito dalla mitragliera Hotchkiss Mle 1929 in calibro 13,2 × 96 mm, già in dotazione alla forza aerea belga come cannone antiaereo leggero. Nata per il ruolo antiaereo, l'arma dimostrò discrete qualità anticarro, potendo penetrare 13 mm di acciaio a 500 m di distanza. La canna era lunga 992 mm, alimentata da caricatori da 25 o 30 colpi, con una cadenza di tiro di 450 colpi al minuto. Ciò consentiva al carro belga la capacità teorica di mettere fuori combattimento la maggior parte di autoblindo, semicingolati e veicoli blindati leggeri del nemico in servizio all'inizio della guerra. Tuttavia, a parte il Panzer I, l'armamento del T-15 non poteva competere con i più pesanti carri tedeschi, né era destinato ad esserlo. L'armamento secondario consisteva di una sola mitragliatrice leggera M1918 BAR montata su affusto a candeliere, destinata alla difesa antiaerea. Per impiegare l'arma, il capocarro/cannoniere doveva esporsi all'esterno della torretta e, con una gittata difficilmente utile contro gli aerei nemici, il concetto venne contestato e l'installazione non venne adottata su tutti i mezzi.

## Impiego operativo
A giudicare dal fatto che non vennero schierati più di 42 T-15, rispetto ai ben più numerosi cacciacarri T-13, e che le consegne terminarono nel 1938, ben prima dello scoppio della guerra, appare chiaro che l'esercito belga non era particolarmente soddisfatto del carro. Solo le truppe di montagna d'élite, gli Chasseurs ardennais, ed i reggimenti di cavalleria impiegarono operativamente il carro come segue: 16 carri per ognuna delle due divisioni di cavalleria (combinati con i cacciacarri T-13 ed altri blindati cingolati e ruotati), tre ciascuno per il 1º, il 2º ed il 3º Reggimento di Chasseurs ardennais (ma non per i 4º, 5º e 6º), uno per la scuola di pilotaggio.
Nonostante i carri T-15 non venissero mai schierati da soli ma sempre in combinazione con i cacciacarri, le forze armate belghe, ad eccezione delle unità di cavalleria, seguivano l'inefficace dottrina francese dello spacchettamento delle forze corazzate. Invece di impiegare quelle corazzate come unità indipendenti, sfruttandone al massimo le loro doti di velocità e mobilità, i carri venivano distribuiti ed impiegati per rinforzare le unità di fanteria, adattandoli ad una tattica difensiva lineare e poco flessibile, penalizzandone l'efficacia sul campo di battaglia. Tale dispersione creava anche un problema "psicologico" nei comandanti della fanteria, che erano restii a rischiare in battaglia i pochi mezzi corazzati loro assegnati.
Oltre che dottrinali, le carenze erano anche tecniche: oltre ad essere poco adatto ad opporsi ad altre unità corazzate a causa del suo versatile ma debole armamento e per l'insufficienza della corazzatura, emersero problemi di stabilità in movimento, che rendevano il puntamento difficoltoso e lento. Le sospensioni infatti erano troppo morbide, causando un eccessivo beccheggio dopo la frenata, che penalizzava l'importanza e l'efficacia dell'alta velocità massima del mezzo. Anche problemi tecnici e di affidabilità non erano rari: poiché il Mark III non era stato adottato da altre forze armate, la messa a punto ed il superamento dei "problemi di dentizione" del progetto ricaddero unicamente sulle forze armate belghe. Almeno due T-15 dovettero essere inviati in riparazione presso il deposito a Bruxelles nei primi quattro giorni dell'invasione tedesca, mentre almeno altri due dovettero essere abbandonati per problemi meccanici (uno ebbe la frizione rotta).
D'altra parte, i T-15 furono coinvolti in alcuni riusciti contrattacchi. In uno di questi, il VII squadrone autoblindo (eskadron pantserwagens/escadron voitures blindés), 2º Reggimento lancieri/1ª Divisione di cavalleria, equipaggiato sia con T-15 che con T-13, si scontrò con sei carri tedeschi il 12 maggio 1940, presso la cittadina di Hannut. Pur perdendo due carri, riuscì comunque a metterne fuori uso altrettanti nemici. Un altro vittorioso quanto inutile contrattacco presso Knesselare, il giorno prima della resa del Belgio, fu effettuato da I e IV Squadrone ciclisti (eskadron cyclisten/escadron cyclistes) del 1º Reggimento cacciatori a cavallo (jagers te paard/chasseurs sur chevaux), che cercò di riprendere il controllo della città, nella quale si erano infiltrate le fanterie tedesche da est, equipaggiate con cannoncini da 3,7 cm PaK 36. Alle 15,00, un gruppo di carri T-15 e T-13 attaccò al comando del colonnello Morel e riconquistò la città, catturando 150 soldati tedeschi. Tuttavia più tardi, nel pomeriggio, circondati ed attaccati da una più prudente unità corazzata tedesca, i belgi furono costretti a ritirarsi da Knesselare.
Dopo la fine della battaglia del Belgio, i pochi T-15 sopravvissuti furono catturati dalla Wehrmacht e ridenominati Panzerspahwagen VCL 701(b). I carri sopravvissuti erano pochi e, essendo completamente importati, scarseggiavano i pezzi di ricambio, cosicché sembra che i T-15 tedeschi non lasciarono mai il Belgio, dove vennero usati per l'istruzione di piloti e cannonieri, supporto di fuoco leggero, sicurezza aeroportuale, controguerriglia e probabilmente nelle difese costiere del Vallo Atlantico. Non sono noti esemplari sopravvissuti alla guerra.